# 邵武府

福建省の邵武府の位置（1820年）

邵武府（しょうぶふ）は、中国にかつて存在した府。元末から民国初年にかけて、現在の福建省南平市西部と三明市北部にまたがる地域に設置された。

## 概要
980年（太平興国5年）、北宋により建州邵武県に邵武軍が置かれた。邵武軍は福建路に属し、邵武・光沢・泰寧・建寧の4県を管轄した。
1276年（至元13年）、元により邵武軍は邵武路に昇格した。邵武路は江浙等処行中書省に属し、録事司と邵武・光沢・泰寧・建寧の4県を管轄した。1367年、朱元璋により邵武路は邵武府と改められた。
明のとき、邵武府は福建省に属し、邵武・光沢・泰寧・建寧の4県を管轄した。
清のとき、邵武府は福建省に属し、邵武・光沢・泰寧・建寧の4県を管轄した。
1913年、中華民国により邵武府は廃止された。